# Mavago (distrito)

localização do distrito de Mavago em Moçambique

Mavago é um distrito situado na província de Niassa, em Moçambique, com sede na localidade de N'kalapa-Mavago (também conhecida como Mavago-Sede). Tem limite, a norte com a República da Tanzânia, a oeste com os distritos de Muembe e Sanga, a sul com os distritos de Majune e Marrupa, e a este com o distrito de Mecula. 

## Demografia
Em 2007, o Censo indicou uma população de 20 241 residentes. Com uma área de 9559  km², a densidade populacional rondava os 2,12 habitantes por km². Esta população representa um aumento de 63,5% em relação aos 12 381 habitantes registados no Censo de 1997.

## Divisão administrativa
O distrito está dividido em dois postos administrativos (Mavago e M'sawisze), compostos pelas seguintes localidades:
- Posto Administrativo de Mavago:
  - N'kalapa-Mavago
- Posto Administrativo de M'sawisze:
  - M'sawisze